# Belasitsa Petrich
El OFC Belasitsa Petrich (en búlgaro: ОФК Беласица Петрич) es un equipo de fútbol de Bulgaria que juega en la Segunda Liga de Bulgaria, la segunda división de fútbol en el país.

## Historia
Fue fundado en el año 1923 en la ciudad de Petrich con el nombre FC Manush Voivoda, y han tenido varios nombre a lo largo de su historia, los cuales han sido:
- 1923-28: FC Manush Voivoda
- 1928-31: FC Luben Vesov
- 1931-46: FC Macedonia
- 1946-48: FC Ilinden
- 1948-57: FC Spartak

En 1957 adquiere su denominación actual luego de que la institución se fusionara con los demás equipos de fútbol de Petrich y han participado en la A PFG por casi 10 temporadas, aunque el club es más recordado por el incidente ocurrido en 2008 en Grecia cuando su entonces presidente Kostantin Hadzhiivanov fue arrestado.